# MG 131
MG 131 (Maschinengewehr 131) là loại súng máy hạng nặng của Đức sử dụng loại đạn 13 mm thiết kế năm 1938 bởi Rheinmetall-Borsig và tiến hành sản xuất từ năm 1940 đến năm 1945. Nó được thiết kế để đặt cố định hay gắn trên các phương tiện cơ giới, loại súng này còn được trang bị đơn hay thành cặp trên các máy bay của Không quân Đức trong chiến tranh thế giới thứ hai.
Nó được gắn nhiều trên các loại máy bay như Messerschmitt Bf 109, Messerschmitt Me 410, Focke-Wulf Fw 190, Junkers Ju 88, Junkers Ju 388, Heinkel He 177 cùng nhiều loại máy bay chiến đấu khác.
Khi sử dụng trên máy bay thì đạn của loại súng này kích hỏa bằng điện có tính toán để đảm bảo tốc độ bắn cao cũng như việc bắn từ sau cách quạt máy bay mà không tự làm hỏng cánh quạt.